# Grań Tatr Wysokich Liliowe – Rysy
Szczyty i przełęcze Tatr Wysokich wymienione w kolejności ich występowania w grani głównej Tatr od Liliowego do Przełęczy pod Kopą. W miejscach, w których od grani głównej odchodzi grań boczna, opis zbacza na nią, a następnie wraca, by kontynuować od zwornika.
Ten artykuł opisuje punkty topograficzne polskich Tatr Wysokich. Pozostałe artykuły to:
- Grań Tatr Wysokich Rysy – Przełęcz pod Kopą
- Główna grań odnogi Krywania.

Przewagą tego sposobu opisu jest wzajemne powiązanie wymienionych obiektów topograficznych. Dzięki temu każdy z nich jest połączony ze swoimi następnikiem i poprzednikiem tak w terenie, jak i w tekście. Analogiczną metodę zastosował Witold Henryk Paryski w swoim 25-tomowym przewodniku po Tatrach – podstawowym materiale źródłowym dla zajmujących się topografią Tatr.

## Liliowe – Świnica
Początkowy odcinek grani rozdziela górne partie Doliny Cichej, Dolinę Walentkową na Słowacji od górnych partii Doliny Zielonej Gąsienicowej (m.in. od Świnickiej Kotlinki) w Polsce.
- Liliowe (słow. Ľaliové sedlo) 1947 m n.p.m.
- Skrajna Turnia (Krajná kopa) 2099 m
- Skrajna Przełęcz (Krajné sedlo) 2071 m
- Pośrednia Turnia (Prostredná kopa) 2128 m
- Świnicka Przełęcz (Svinicové sedlo) 2050 m
- Świnica (Svinica): północno-zachodni, niższy wierzchołek, zwany też taternickim – 2291 m
- Świnicka Szczerbina Niżnia (Nižná svinicova štrbina)
- Świnica: południowo-wschodni, główny wierzchołek, zwany też turystycznym – 2301 m

W tym miejscu grań główna skręca wraz z granicą polsko-słowacką na południe ku Walentkowej Przełęczy.

### Świnica – Zawratowa Turnia
Odcinek grani bocznej podążający na wschód ku kolejnemu zwornikowi – Zawratowej Turni. Rozgranicza on górne piętro Doliny Pięciu Stawów Polskich, Dolinkę pod Kołem od górnych partii Doliny Zielonej Gąsienicowej, czyli od Świnickiej Kotlinki i Zadniego Koła z Zadnim Stawem Gąsienicowym.
- Świnica (południowo-wschodni, główny wierzchołek, zwany też turystycznym)
- Świnicka Szczerbina Wyżnia
- Świnicka Kopa 2298 m
- Gąsienicowa Przełączka ok. 2265 m
- Gąsienicowa Turnia 2280 m
- Niebieska Przełączka Wyżnia ok. 2247 m
- Niebieska Turnia 2262 m
- Niebieska Przełęcz ok. 2225 m
- Zawratowa Turnia 2245 m

Od niej oddziela się ku północy boczna grań ku Kościelcowi:
- Mylna Przełęcz
- Mylna Turnia
- Pośrednie Mylne Wrótka
- Mylna Kopa
- Wyżnie Mylne Wrótka
- Zadni Kościelec
- Kościelcowa Przełęcz
- Kościelec
- Karb
- Mały Kościelec

### Zawratowa Turnia – Mały Kozi Wierch
Ten krótki odcinek grani rozdziela górne piętro Doliny Czarnej Gąsienicowej, kotlinę Zmarzłego Stawu od górnego piętra Doliny Pięciu Stawów Polskich – Dolinki pod Kołem.
- Zawratowa Turnia
- Zawrat 2159 m
- Mały Kozi Wierch 2226 m

Tu na południe odchodzi krótka grańka do Kołowej Czuby.

#### Mały Kozi Wierch – Kołowa Czuba
Krótka grańka oddzielająca od siebie Dolinkę pod Kołem od Dolinki Pustej – obie w Dolinie Pięciu Stawów Polskich.
- Mały Kozi Wierch
- Turnia nad Schodkami
- Przełęcz Schodki ok. 2065 m
- Kołowa Czuba 2105 m

### Mały Kozi Wierch – Skrajny Granat
- Mały Kozi Wierch
- Zmarzła Przełączka Wyżnia ok. 2200 m
- Zmarzłe Czuby 2193 i 2189 m
- Zmarzła Przełęcz 2126 m
- Zamarła Turnia 2179 m
- Kozia Przełęcz 2137 m
- Kozie Czuby 2266 m
- Kozia Przełęcz Wyżnia ok. 2240 m
- Kozi Wierch 2291 m
- Kozi Mur
- Buczynowa Strażnica 2242 m
- Przełączka nad Dolinką Buczynową ok. 2225 m
- Czarne Ściany ok. 2245 m
- Zadnia Sieczkowa Przełączka ok. 2194 m
- Zadni Granat 2239 m
- Pośrednia Sieczkowa Przełączka ok. 2218 m
- Pośredni Granat ok. 2235 m
- Skrajna Sieczkowa Przełączka ok. 2200 m
- Skrajny Granat 2226 m

#### Skrajny Granat – Żółta Turnia
- Skrajny Granat
- Pańszczycka Przełączka Wyżnia ok. 2145 m
- Zadnia Pańszczycka Czuba 2174 m
- Pańszczycka Przełączka Pośrednia
- Skrajna Pańszczycka Czuba 2155 m
- Pańszczycka Przełęcz ok. 2115 m
- Wierch pod Fajki ok. 2135 m
  - Przełączka pod Fajki ok. 2085 m
  - Pańszczycka Turnia 2105 m
- Żółta Przełęcz 2028 m
- Żółta Turnia 2087 m

### Skrajny Granat – Krzyżne
- Skrajny Granat
- Granacka Przełęcz ok. 2145 m
- Wielka Orla Turniczka ok. 2160 m
- Orla Przełączka Wyżnia
- Mała Orla Turniczka
- Orla Przełączka Niżnia
- Orla Baszta 2175 m
- Pościel Jasińskiego ok. 2125 m
- Buczynowy Karb ok. 2115 m
- Buczynowe Czuby ok. 2126 m
- Przełęcz Nowickiego ok. 2105 m
- Budzowa Igła
- Budzowa Przełączka
- Wielka Buczynowa Turnia 2184 m
- Buczynowa Przełęcz 2127 m
- Mała Buczynowa Turnia 2172 m
- Wyżnia Przełączka pod Ptakiem[1] (Mała Buczynowa Przełączka) ok. 2125 m
- Ptak ok. 2135 m
- Przełączka pod Ptakiem ok. 2105 m
- Kopa nad Krzyżnem ok. 2135 m
- Krzyżne 2112 m

#### Krzyżne – Kopy Sołtysie
- Krzyżne
- Waksmundzki Wierch 2186 m
- Wielka Koszysta 2193 m
- Mała Koszysta 2014 m
- Waksmundzka Przełęcz 1418 m
- Suchy Wierch Waksmundzki
  - Przysłop Waksmundzki
  - Gęsia Szyja 1489 m
  - Goły Wierch Rusinowy
  - Wierchporoniec
- Wyżnia Filipczańska Przełęcz
- Ostry Wierch Waksmundzki 1475 m
- Zadnia Przełęcz Sołtysia ok. 1385 m
- Zadnia Kopa Sołtysia
- Średnia Przełęcz Sołtysia
- Średnia Kopa Sołtysia
- Przednia Przełęcz Sołtysia
- Przednia Kopa Sołtysia

### Krzyżne – Turnia nad Dziadem
- Krzyżne
- Mały Wołoszyn
- Wołoszyńska Szczerbina
- Wielki Wołoszyn
- Wyżnia Wołoszyńska Przełęcz
- Pośredni Wołoszyn
- Niżnia Wołoszyńska Przełęcz
- Skrajny Wołoszyn
- Wierch nad Zagonnym Żlebem
  - Wyżnie Siodło
  - Niżnie Siodło
  - Turnia nad Szczotami
  - Roztocka Turnia
- Karbik
- Turnia nad Dziadem

## Świnica – Gładki Wierch
- Świnica
- Świnicki Przechód 2211 m
- Walentkowa Przełęcz (Valentkové sedlo) 2100 m
- Mała Walentkowa Czuba (Malý Valentkov zub) 2107 m
- Niżnie Walentkowe Wrótka (Nižné Valentkove vrátka) 2104 m
- Pośrednia Walentkowa Czuba (Prostredný Valentkov zub) 2114 m
- Pośrednie Walentkowe Wrótka (Prostredné Valentkove vrátka)
- Wyżnia Walentkowa Czuba (Vyšný Valentkov zub) 2114 m
- Wyżnie Walentkowe Wrótka (Vyšné Valentkove vrátka) 2113 m
- Wielka Walentkowa Czuba (Vyšný Valentkov zub) 2128 m
- Niżnia Walentkowa Szczerbina
- Niżnia Walentkowa Baszta (Nižná Valentkova bašta) 2129 m
- Wyżnia Walentkowa Szczerbina (Vyšná Valentkova štrbina) 2124 m
- Walentkowy Wierch (Valentková) 2156 m
- Gładka Przełęcz (Hladké sedlo) 1993 m
- Gładki Wierch (Hladký štít) 2066 m

### Gładki Wierch – Liptowskie Kopy
- Gładki Wierch
- Zawory (Závory) 1879 m
- Liptowskie Kopy

## Gładki Wierch – Szpiglasowy Wierch
- Gładki Wierch
- Gładka Czubka
- Gładka Ławka
- Gładka Kotelnica
- Wyżnia Kotelnicowa Ławka (Kotolnicová priehyba)
- Wielka Kotelnica (Veľká Kotolnica)
- Pośrednia Kotelnicowa Ławka (Predná kotolnicová lávka)
- Pośrednia Kotelnica (Prostredná Kotolnica)
- Niżnia Kotelnicowa Ławka (Prostredná kotolnicová lávka)
- Mała Kotelnica (Malá Kotolnica)
- Niżnia Czarna Ławka (Zadná kotolnicová lávka)
- Czarna Kotelnica (Východná Kotolnica)
- Czarna Ławka (Čierná lávka) 1950 m
- Niżni Kostur (Nižný kostúr) ok. 2055 m
- Niżnia Liptowska Ławka (Nižná liptovská lávka)
- Wyżni Kostur (Vyšný kostúr) ok. 2083 m
- Wyżnia Liptowska Ławka (Vyšná liptovská lávka) ok. 2055 m
- Szpiglasowy Wierch (Hrubý štít) 2171 m

### Szpiglasowy Wierch – Opalony Wierch
- Szpiglasowy Wierch
- Szpiglasowa Przełęcz 2114 m
- Miedziane 2233 m
- Marchwiczna Przełęcz 2055 m
- Opalony Wierch 2124 m
  - Świstowa Kopa
  - Świstowa Czuba 1763 m
- Opalone
- Roztockie Siodło
- Roztocka Czuba 1426 m

## Szpiglasowy Wierch – Cubryna
- Szpiglasowy Wierch
- Wyżnie Szpiglasowe Wrótka (Hrubé sedlo)
- Szpiglasowa Czuba (Malý Hrubý štít)
- Pośrednie Szpiglasowe Wrótka (Zapadná deravá štrbina)
- Szpiglasowy Ząb
- Szpiglasowa Szczerbina
- Szpiglasowa Turniczka
- Niżnie Szpiglasowe Wrótka (Východná deravá štrbina)
- Dziurawa Czuba (Deravá veža)
- Głaźne Wrótka (Krivé sedlo)
- Głaźna Czuba (Piargová veža)
- Wrota Chałubińskiego (Chałubińského brána) 2019 m
- Kopa nad Wrotami (Kopa nad Chałubińského bránou) ok. 2075 m
- Szczerbina nad Wrotami (Štrbina nad Chałubińského bránou) ok. 2050 m
- Turniczka Chałubińskiego (Chałubińského vežička) ok. 2065 m
- Przełęcz nad Wrotami (Sedlo nad Chałubińského bránou) ok. 2055 m
- Ciemnosmreczyńska Turnia (Temnosmrečinská veža) 2142 m
- Ciemnosmreczyńska Przełączka (Piargová štrbina) ok. 2115 m
- Zadni Mnich (Druhý Mních) 2172 m
- Przełączka pod Zadnim Mnichem (Štrbina pod Druhým Mníchom)
- Ramię Cubryny
- Cubryna (Čubrina) 2376 m

### Mnichowa Kopa – Mnich
Południowo-zachodnia grań odosobnionej turni Mnicha, zmierzając ku Zadniemu Mnichowi, zatraca się w piargach.
- Mnichowa Kopa 2090 m
- Niżnia Mnichowa Przełączka ok. 2025 m
- Ministrant
- Mniszek 2045 m
- Wyżnia Mnichowa Przełączka ok. 2035 m
- Mnich 2068 m

### Cubryna – Krywań
Potężna boczna odnoga grani Tatr, kulminująca w narodowym szczycie Słowaków – Krywaniu.

## Cubryna – Rysy
- Zobacz też: Mięguszowieckie Szczyty i Wołowy Grzbiet.
- Cubryna
- Cubryński Zwornik
  - Przełączka za Turnią Zwornikową
  - Turnia Zwornikowa
  - Cubryńska Igła
- Hińczowa Przełęcz (Hincovo sedlo) 2323 m
- Mięguszowiecka Turniczka
- Mięguszowiecki Szczyt (Veľký Mengusovský štít) 2442 m
- Mięguszowiecka Przełęcz Wyżnia (Vyšné Mengusovské sedlo) ok. 2330 m
- Mała Mięguszowiecka Igła
- Szczerbina między Mięguszowieckimi Igłami
- Wielka Mięguszowiecka Igła
- Mięguszowiecki Szczyt Pośredni (Prostredný Mengusovský štít) 2393 m
- Mięguszowiecka Przełęcz pod Chłopkiem (Mengusovské sedlo) 2307 m
- Mięguszowiecki Szczyt Czarny (Východný Mengusovský štít) 2398 m
  - Kazalnica Mięguszowiecka 2159 m
- Czarnostawiańska Przełęcz (Východné Mengusovské sedlo) 2340 m
- Hińczowa Turnia (Hincova veža) 2373 m
- Hińczowa Szczerbina (Hincova štrbina)
- Hińczowa Turniczka (Hincova vežička)
- Hińczowa Przehyba (Vyšná Hincova priehyba)
- Hińczowy Zwornik (Hincova kopa)
  - Wołowcowa Przełęcz
  - Wołowiec Mięguszowiecki (Mengusovský Volovec) 2228 m
- Wołowa Przehyba (Nižná Hincova priehyba)
- Zachodni Wołowy Róg (Západný volí roh)
- Mała Wołowa Szczerbina (Západná volia štrbina)
- Wschodni Wołowy Róg (Východný volí roh)
- Wołowy Przechód (Volí priechod)
- Mały Wołowy Róg (Malý volí roh)
- Mała Rogata Szczerbina (Malá Rohatá štrbina)
- Rogata Grań (Rohatý hrebeň)
- Wielka Rogata Szczerbina (Veľká Rohatá štrbina)
- Rogata Turniczka (Rohatá vežička)
- Wielka Wołowa Szczerbina (Veľká volia štrbina)
- Wołowa Turnia (Volia veža) 2373 m
- Żabia Przełęcz Mięguszowiecka (Východná volia štrbina) ok. 2315 m
- Żabia Turnia Mięguszowiecka (Žabia veža) 2335 m
  - Tylkowa Przełączka
  - Tylkowa Turniczka
  - Tylkowa Baszta
- Żabia Przełęcz Wyżnia (Vyšné Žabie sedlo) 2272 m
- Żabi Koń (Žabí Kôň) 2291 m
- Żabia Przełęcz (Žabie sedlo) ok. 2225 m
- Zachodnia Turnia nad Żabią Przełęczą (Západná veža nad Žabím sedlom)
- Pośrednia Turnia nad Żabią Przełęczą (Prostredná veža nad Žabím sedlom)
- Wschodnia Turnia nad Żabią Przełęczą (Východná veža nad Žabím sedlom)
- Przełączka nad Turniami (Štrbina nad vežami)
- Rysy 2499 m – wierzchołek północno-zachodni, graniczny
- Zadnia Przełączka w Rysach
- Rysy 2503 m – wierzchołek środkowy
- Pośrednia Przełączka w Rysach
- Rysy 2473 m – wierzchołek południowo-wschodni

## Rysy – Siedem Granatów
Boczna grań odchodząca od grani głównej w północno-zachodnim wierzchołku Rysów.

### Rysy – Wyżnia Spadowa Przełączka
- Rysy
- Przełęcz pod Rysami (Sedielko pod Rysmi) 2365 m
- Niżnie Rysy (Malé Rysy) 2340 m
  - Pośrednia Spadowa Przełączka
  - Ciężka Turniczka
  - Niżnia Spadowa Przełączka (Kamzíčia štrbina) ok. 2190 m
  - Ciężka Turnia (Ťažká veža) 2236 m
  - Wyżni Ciężki Przechód
  - Ciężkie Igły
  - Ciężka Szczerbina
  - Ciężka Baszta
  - Pośredni Ciężki Przechód
  - Ciężki Kopiniak
  - Niżni Ciężki Przechód
- Pośrednia Przełączka w Niżnich Rysach
- Zadnia Turnia w Niżnich Rysach
  - Wyżnia Tomkowa Przełączka
  - Tomkowe Igły
- Skrajna Przełączka w Niżnich Rysach
- Skrajna Turnia w Niżnich Rysach
- Spadowe Siodło
- Spadowa Kopa ok. 2252 m
- Ciężka Przełączka (Ťažká štrbina) ok. 2205 m
- Spadowa Turniczka
- Wyżnia Spadowa Przełączka (Vyšná Kamzíčia štrbina) ok. 2235 m

#### Wyżnia Spadowa Przełączka – Skoruśniak
- Wyżnia Spadowa Przełączka
- Żabi Szczyt Wyżni (Veľký Žabí štít) 2259 m
- Spadowa Przehyba
- Żabi Mur
- Żabia Przehyba
- Spadowe Czuby
- Młynarzowa Przełęcz (Mlynárovo sedlo) 2087 m
- Widłowy Zwornik
  - Widłowa Szczerbina
  - Niżnia Widłowa Turnia
  - Widłowy Przechód
  - Młynarzowe Widły
- Niżnie Widłowe Siodło
- Widłowa Kopka
  - Widłowe Wrótka
  - Pośrednia Widłowa Turnia
- Pośrednie Widłowe Siodło
- Wyżnia Widłowa Turnia
- Wyżnie Widłowe Siodło
- Basztowy Zwornik
  - Młynarzowa Baszta
- Wyżnia Młynarzowa Przehyba
- Młynarzowa Czubka
- Wyżnia Młynarzowa Przełęcz ok. 2130 m
- Wielki Młynarz (Mlynár) 2170 m
  - Wyżnia Białowodzka Przełączka
  - Młynarka
    - Wyżnia Młynarzowa Kopa

  - Pośrednia Białowodzka Przełączka
  - Upłaziasta Turnia
  - Upłaziasta Przełączka
  - Przeziorowy Ząb
  - Przeziorowa Szczerbina
  - Przeziorowa Turnia
  - Niżnia Białowodzka Przełączka
  - Nawiesista Turnia 1830 lub 1825 m
  - Młynarczykowa Szczerbina
  - Młynarczyk (Mlynárik) ok. 1785 m
- Niżnia Młynarzowa Przełęcz (Nižné Mlynárovo sedlo) ok. 2035 m
- Pośredni Młynarz (Prostredný Mlynár) ok. 2070 m
- Młynarzowe Wrótka (Vyšne Mlynárovo sedlo) ok. 2035 m
- Młynarzowe Zęby (Mlynárove zuby) ok. 2040 m
- Jarząbkowa Przehyba (Sedielko pod Mlynárovou strážnicou) ok. 2003 m
- Jarząbkowy Zwornik (Mlynárova strážnica) 2005 m
  - Wyżnia Jarząbkowa Szczerbina
  - Jarząbkowy Grzbiet
  - Skoruszowy Mnich
  - Niżnia Jarząbkowa Szczerbina
  - Jarząbkowa Turnia
- Młynarzowa Przehyba (Priehyba pod Malým Mlynárom) ok. 1972 m
- Mały Młynarz (Malý Mlynár) 1975 m
- Wyżnia Skoruszowa Przełęcz (Vyšné skorušie sedlo) ok. 1799 m
- Białczański Skoruśniak (Skorušiniak)

### Wyżnia Spadowa Przełączka – Żabi Mnich
- Wyżnia Spadowa Przełączka
- Białczańska Przełęcz Wyżnia (Vyšné Bialčanské sedlo) 2085 m
- Żabi Mnich (Žabí Mních) 2146 m

#### Żabi Mnich – Żabia Lalka (Grań Żabiej Lalki)
- Żabi Mnich
- Żabia Szczerba
- Żabi Kapucyn
- Przełączka pod Żabią Lalką
- Żabia Lalka (Žabia Lalka) ok. 2095 m
- Wyżni Lalkowy Przechód
- Wyżnia Lalkowa Turniczka
- Pośredni Lalkowy Przechód
- Pośrednia Lalkowa Turniczka
- Lalkowa Szczerbina
- Niżnia Lalkowa Turniczka
- Niżni Lalkowy Przechód

### Żabi Mnich – Siedem Granatów
- Żabi Mnich
- Wyżnie Żabie Wrótka
- Żabie Zęby
- Żabie Wrótka (Žabie vrátka) 2085 m
- Zadnia Białczańska Baszta (Czuba nad Żabimi Wrótkami, Kopa nad Žabími vrátkami)
- Zadnie Białczańskie Wrótka
- Pośrednia Białczańska Baszta
- Pośrednie Białczańskie Wrótka
- Białczańska Czubka
- Pośrednia Białczańska Przełęcz
- Białczańska Kopka (Bielovodský hrb)
- Białczańska Przełęcz (Bialčanské sedlo) 2024 m
- Owcze Turniczki ok. 2040 m
- Owcza Przełęcz 2038 m
- Marusarzowa Turnia (Ondrejova veža) ok. 2075 m
- Marusarzowa Przełączka (Ondrejova štrbina)
- Apostoł VII
  - Grań Apostołów
- Apostolska Szczerbina
- Żabi Szczyt Niżni (Malý Žabí štít) 2098 m
- Przełączka pod Żabią Czubą (Žabia štrbina) 2031 m
- Żabia Czuba (Žabia kopa) 2080 m
- Żabi Przechód Białczański
- Siedem Granatów (Sedem Granátov) ok. 1915 m